# Castil de Peones
Castil de Peones è un comune spagnolo di 36 abitanti situato nella comunità autonoma di Castiglia e León.